# Baneh (Verwaltungsbezirk)
Baneh (persisch شهرستان بانه) ist ein Schahrestan in der Provinz Kurdistan im Iran. Er enthält die Stadt Baneh, welche die Hauptstadt des Verwaltungsbezirks ist. 

## Kreise
Der Verwaltungsbezirk gliedert sich in folgende Kreise:
- Zentral (بخش مرکزی)
- Alut (بخش الوت)
- Namschir (بخش نمشیر)
- Nanor (بخش ننور)

## Demografie
Bei der Volkszählung 2016 betrug die Einwohnerzahl des Schahrestan 158.690. Die Alphabetisierung lag bei 83 Prozent der Bevölkerung. Knapp 73 Prozent der Bevölkerung lebten in urbanen Regionen.
| Zensusjahr | Einwohnerzahl |
| ---------- | ------------- |
| 2011       | 132.565       |
| 2016       | 158.690       |